# Tuvalu a 2010. évi nyári ifjúsági olimpiai játékokon
Tuvalu a Szingapúrban megrendezett 2010. évi nyári ifjúsági olimpiai játékok egyik részt vevő nemzete volt. Sportolói 2 sportágban vettek részt:  atlétika és tollaslabda.

## Atlétika
Fiú
| Maima Moiya | 400 m | 1:03.28 | 26. qD | DNS | DNS |

## Tollaslabda
Lány
| Versenyző         | Versenyszám | Csoportkör                                 | Csoportkör                        | Csoportkör                                  | Csoportkör | Egyenes kieséses szakasz | Egyenes kieséses szakasz | Egyenes kieséses szakasz | Helyezés |
| Versenyző         | Versenyszám | 1. meccs                                   | 2. meccs                          | 3. meccs                                    | Hely.      | Negyeddöntő              | Elődöntő                 | Döntő                    | Helyezés |
| Versenyző         | Versenyszám | Ellenfél Eredmény                          | Ellenfél Eredmény                 | Ellenfél Eredmény                           | Hely.      | Ellenfél Eredmény        | Ellenfél Eredmény        | Ellenfél Eredmény        | Helyezés |
| ----------------- | ----------- | ------------------------------------------ | --------------------------------- | ------------------------------------------- | ---------- | ------------------------ | ------------------------ | ------------------------ | -------- |
| Tiaese Tapumanaia | Lány, egyes | Sapsiree Taerattanachai (THA) · 1-21, 0-21 | Mei-Hui Chiang (TPE) · 1-21, 4-21 | Lekha Handunkuttihettige (SRI) · 1-21, 7-21 | 4.         | kiesett                  | kiesett                  | kiesett                  | kiesett  |

## Fordítás
Ez a szócikk részben vagy egészben  a   Tuvalu at the 2010 Summer Youth Olympics című angol Wikipédia-szócikk fordításán alapul.  Az eredeti cikk szerkesztőit annak laptörténete sorolja fel. Ez a jelzés csupán a megfogalmazás eredetét és a szerzői jogokat jelzi, nem szolgál a cikkben szereplő információk forrásmegjelöléseként.